# Ire législature de la Députation générale de La Rioja
La Ire législature de la Députation générale de La Rioja est un cycle parlementaire de la Députation générale de La Rioja, d'une durée de quatre ans, ouvert le 24 mai 1983 à la suite des élections du 8 mai précédent, et clos le 14 avril 1987.

## Bureau
| Poste                    | Titulaire                     | Parti | Parti |
| ------------------------ | ----------------------------- | ----- | ----- |
| Président                | Félix Palomo                  |       | PSOE  |
| Première vice-présidente | Carmen Valle                  |       | PSOE  |
| Second vice-président    | Jesús Zueco                   |       | AP    |
| Premier secrétaire       | Ángel Sáinz de Azuelo         |       | PSOE  |
| Seconde secrétaire       | Pilar Salarrullana            |       | PDP   |
| Seconde secrétaire       | Carmen de Miguel (11/07/1986) |       | AP    |

## Groupes parlementaires
| Nom | Nom                                                | Début | Fin | Porte-parole    |
| --- | -------------------------------------------------- | ----- | --- | --------------- |
|     | Groupe socialiste                                  | 18    | 18  | Mario Fraile    |
|     | Groupe populaire                                   | 15    | 12  | Ignacio Becerra |
|     | Groupe mixte - Partido Riojano Progresista         | 2     | 2   | Luis Rodríguez  |
|     | Groupe mixte - Parti démocrate populaire (09/1986) | 0     | 3   | Luis Rodríguez  |

## Commissions parlementaires
| Commission | Président           | Parti | Parti |
| --- | ------------------- | ----- | ----- |
| Commissions permanentes législatives                                                                                           |                     |       |       |
| Commission des Finances, de l'Économie et du Budget                                                                            | Ignacio Becerra     | AP    |       |
| Commission de l'Administration territoriale, de l'Aménagement du territoire, de l'Urbanisme, du Logement et de l'Environnement | Carlos Esteve       | PSOE  |       |
| Commission de l'Éducation et de la Culture                                                                                     | José Luis Calahorra | PSOE  |       |
| Commission de l'Agriculture et de l'Élevage                                                                                    | Carmen Valle        | PSOE  |       |
| Commission de l'Industrie, du Commerce, du Tourisme et des Travaux publics                                                     | Raúl Sanz           | PSOE  |       |
| Commission du Travail, de la Santé et de l'Action sociale                                                                      | José María Buzarra  | PSOE  |       |
| Commissions permanentes non-législatives                                                                                       |                     |       |       |
| Commission du Règlement | Félix Palomo        | PSOE  |       |
| Commission institutionnelle, du Développement du statut et du régime de l'administration publique                              | Félix Palomo        | PSOE  |       |
| Commission des Pétitions | Félix Palomo        | PSOE  |       |

## Gouvernement et opposition
| Candidat                    | Date                                   | Vote       |      |           |     | Résultat |
| Candidat                    | Date                                   | Vote       | PSOE | AP-PDP-UL | PRP | Résultat |
| José María de Miguel (PSOE) | 28 mai 1983 (majorité absolue requise) | Oui        | 18   |           |     | 18 / 35  |
| José María de Miguel (PSOE) | 28 mai 1983 (majorité absolue requise) | Non        |      | 15        |     | 15 / 35  |
| José María de Miguel (PSOE) | 28 mai 1983 (majorité absolue requise) | Abstention |      |           | 2   | 2 / 35   |

## Désignations

### Sénateurs
| Parti | Parti | Sénateurs désignés | Voix |
| ----- | ----- | ------------------ | ---- |
| PSOE  |       | Mario Fraile Ruiz  | 20   |

- Désignation : 27 juin 1983.

| Parti | Parti | Sénateurs désignés | Voix |
| ----- | ----- | ------------------ | ---- |
| PSOE  |       | Mario Fraile Ruiz  | NC   |

- Désignation : 11 juin 1986.